# Улица Ярвевана
У́лица Я́рвевана, также улица Я́рвевана-те́э (эст. Järvevana tee) — улица в Таллине, столице Эстонии. 

## География
Пролегает в микрорайонах Китсекюла, Луйте, Юхкентали и Юлемистеярве городского района Кесклинн. Начинается от развязки Юлемисте и заканчивается на пересечении с Пярнуским шоссе. На всём своём протяжении проходит рядом с озером Юлемисте и отделён от него лесопарковой зоной под названием Лес Ярве (эст. Järve mets). Застройка малочисленная. Большинство зданий, возведённых рядом с улицей Ярвевана, имеют регистрационные номера близрасположенных улиц.
Протяжённость улицы — 4228 м.

## История
Своё название улица получила 25 сентября 1959 года по имени сказочного старца из озера Юлемисте (järvevana в букв. переводе с эст. — «озёрный старец»); до этого она была частью улицы Кааре (Кааре-теэ).
В период реконструкции транспортной развязки Юлемисте, 9 октября 2013 года, был торжественно открыт тоннель Юлемисте, соединяющий улицу Ярвевана и Петербургское шоссе. Протяжённость тоннеля — 320 м.

## Предприятия и организации
- Водоочистная станция Юлемисте, Järvevana tee 3[7].
- Adamlights AS — производство электроосветительного оборудования, Järvevana tee 9[8].
- В офисном здании номер 9, построенном в 1997 году[3] и получившем название «Järvemetsa Maja» («Дом Ярвеметса»), расположены также конторы и представительства различных предприятий.
- Finnlog OÜ — производитель домов из бруса и CLT-элементов, Järvevana tee 11[9].
- Järvevana tee, 11 — здание, построенное в 1997 году; используется в качестве офиса[3].

## Общественный транспорт
По улице курсируют городские автобусы № 12, 13, 45 и 64.

Улица Ярвевана
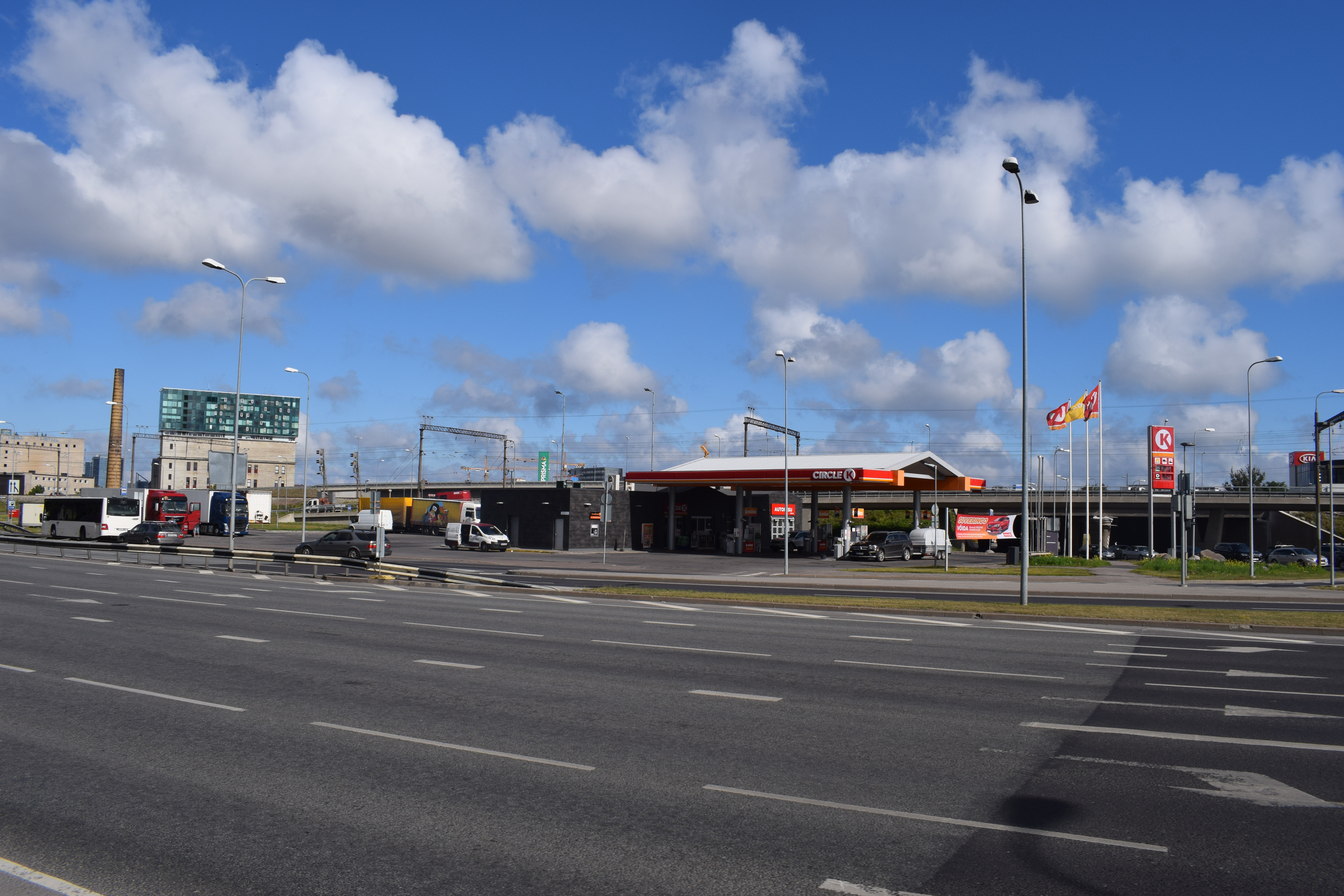
Автозаправка «Circle K Järvevana», Järvevana tee 2
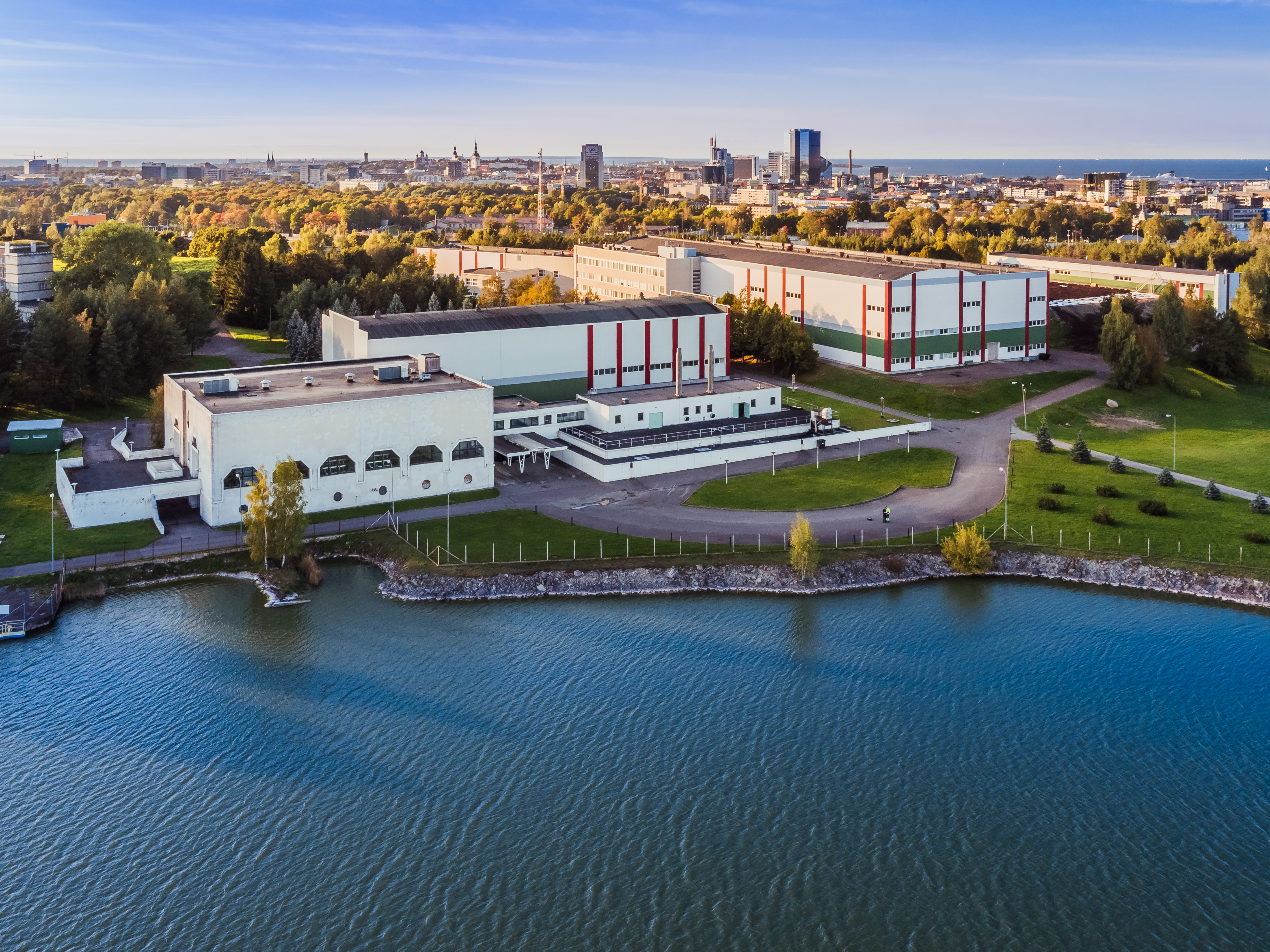
Водоочистная станция Юлемисте, Järvevana tee 3
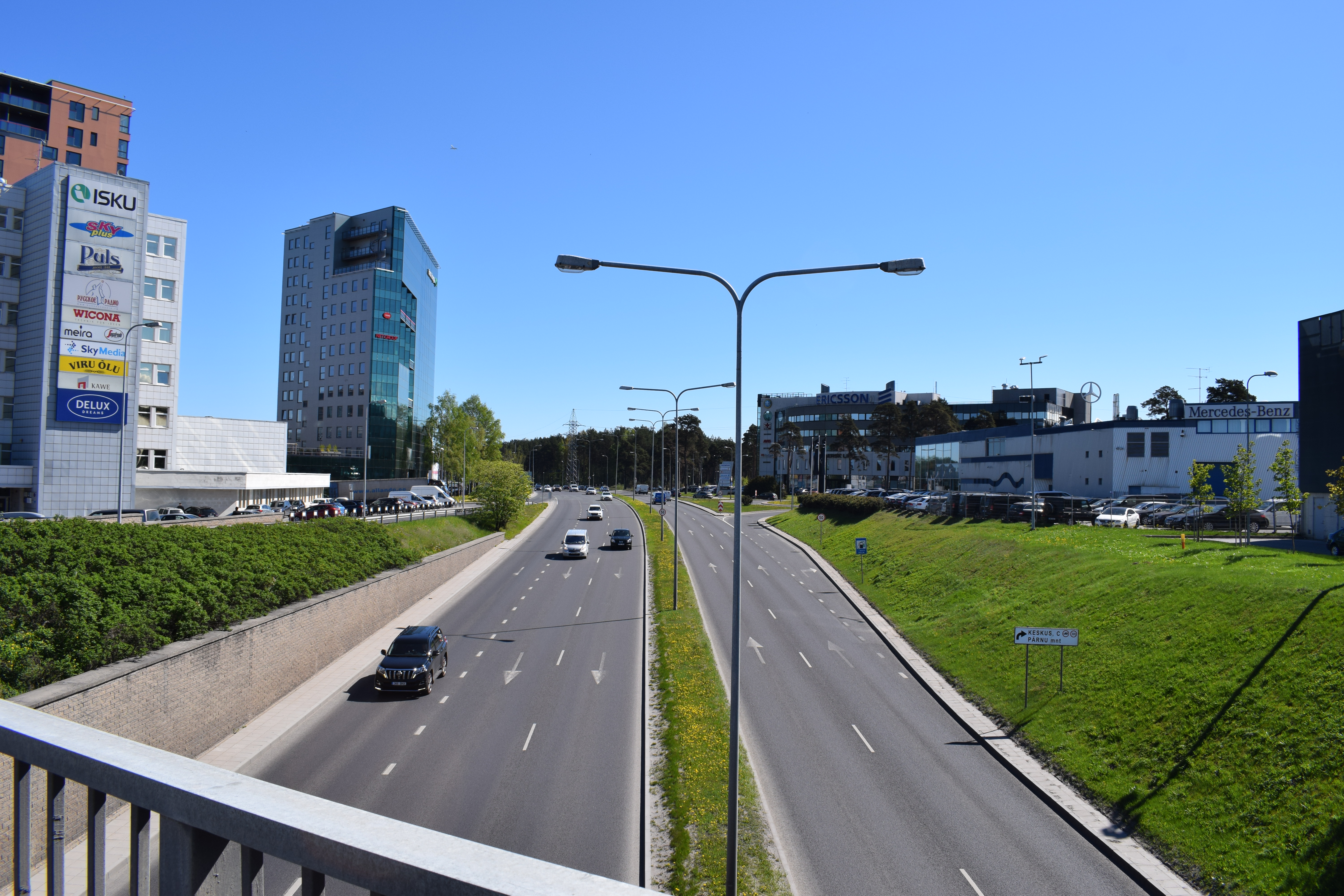
Справа — дома Järvevana tee 11 и Järvevana tee 9
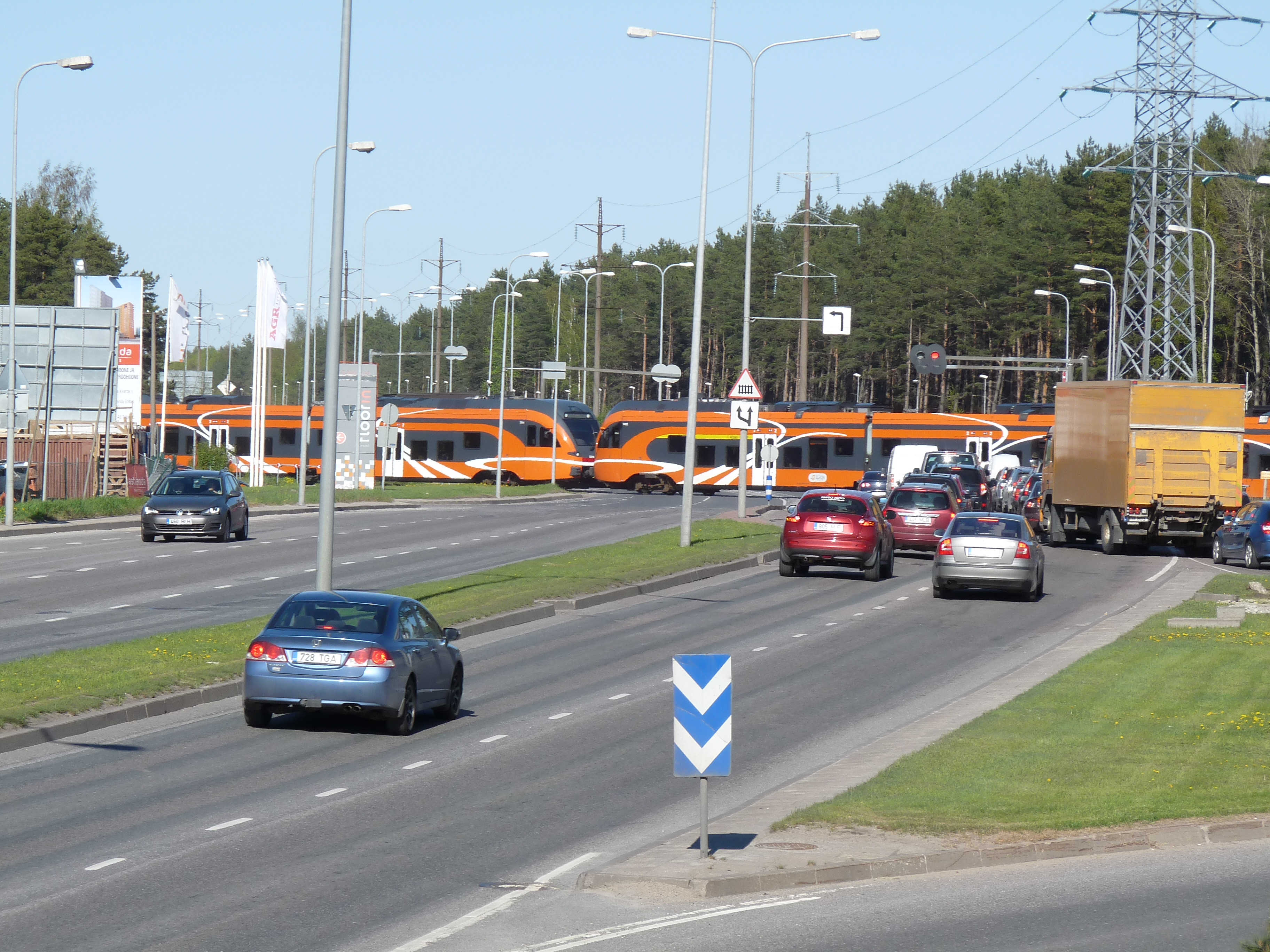
Железнодорожный переезд